# Koloniální mezioceánské stezky v Panamě
Koloniální mezioceánské stezky v Panamě byly v minulosti využívány pro transport zboží mezi Tichým oceánem a Karibským mořem. Využívali ji španělští kolonizátoři, když byla Panama španělskou kolonií. Stříbro, zlato a další zboží, které putovalo z jihoamerických kolonií do Španělska, bývalo přiváženo na lodích do Ciudad de Panamá, kde bylo překládano na muly a převáženo přes Panamskou šíji na pobřeží Karibiku. Tam bylo následně opětovně naloženo na lodě a vysláno do evropského Španělska. 
V průběhu dějin vzniklo několik tras, všechny měly jako výchozí bod na pacifickém pobřeží město Ciudad de Panamá. Nejstarší z nich je Camino real de Nombre de Dios, která se zformovala už v roce 1519. Od roku 1597 se začal využívat karibský přístav Portobelo a doprava byla odkloněna do tohoto města (Camino real de Portobelo). Druhou používanou trasou byla Camino real de Cruzes, která spojovala Ciudad de Panamá s lokalitou Venta de Cruzes na břehu řeky Chagres. Zde byl náklad z mul přeložen na lodě, které po řece dopluly na karibské pobřeží. Tam se náklad opětovně přeložil na další lodě, které jej dopravily do Portobela. Jak karibské, tak pacifické přístavy bývaly terčem útoků pirátů. Cesty byly využívány především mezi 16. a 19. stoletím, před zbudování železničního spojení mezi městy Panama a Colón a později Panamského průplavu. 
V roce 2025 byla skupina lokalit na stezkách zapsána na seznam světového dědictví UNESCO. Konkrétně se jedná o pevnost San Lorenzo při ústí Chagres do Karibiského moře, historické části města Panamá (Casco Viejo a Panamá Viejo) a 3 úseky trasy Camino de Cruzes. Souhrnná plocha území pod ochranou UNESCO je 689 hektarů.

## Fotogalerie

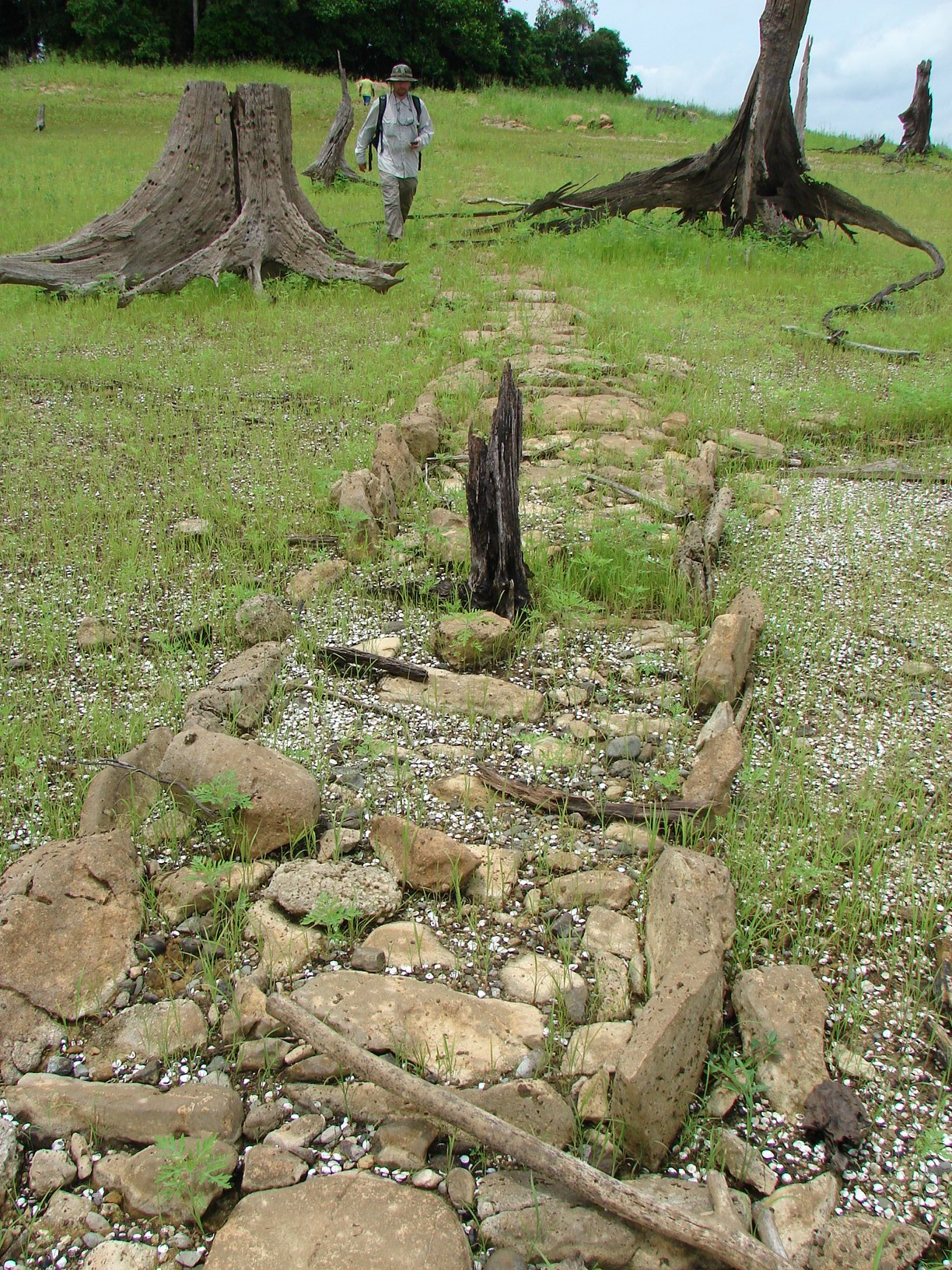
Camino real de Portobelo
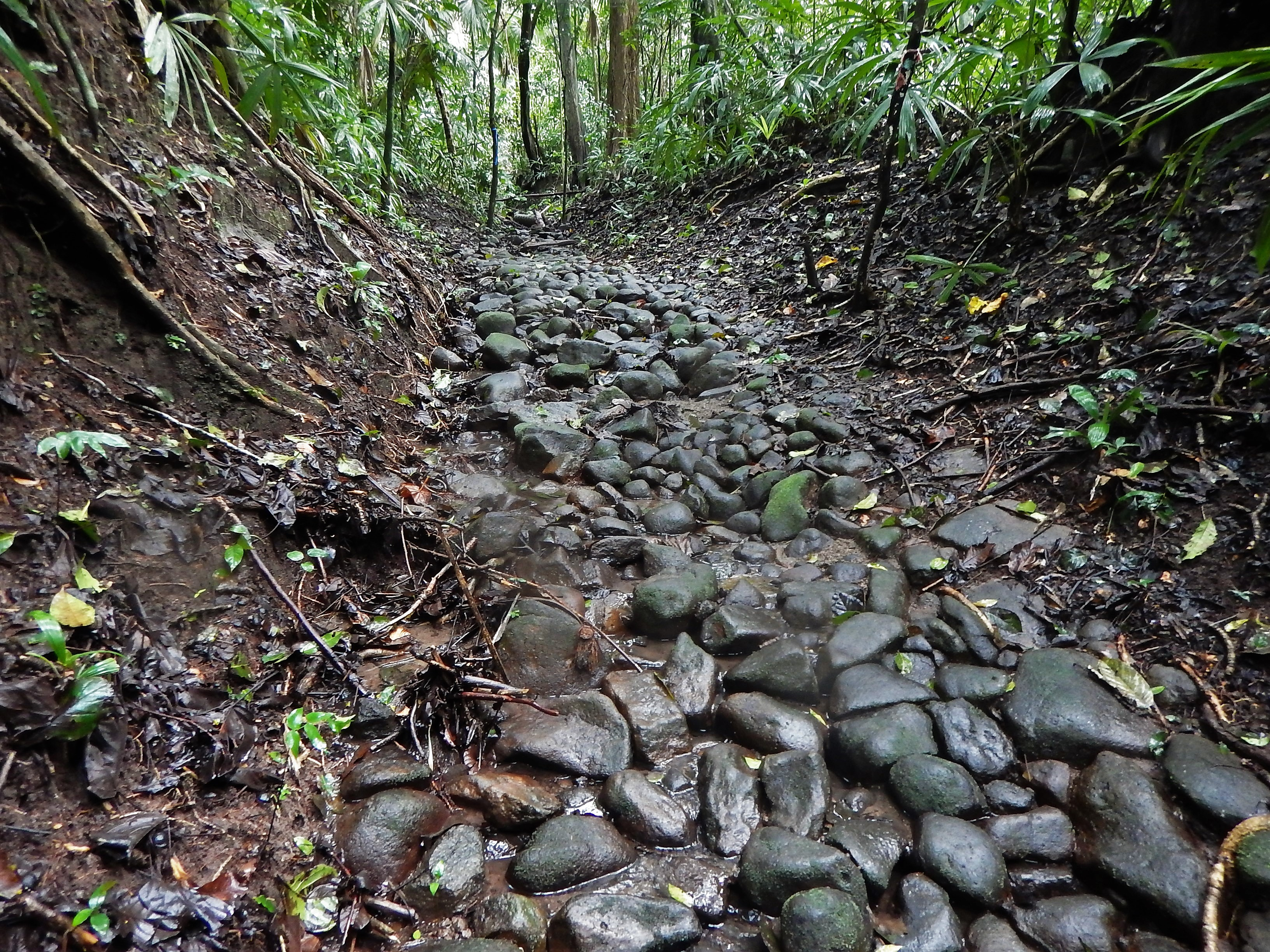
Camino real de Cruzes
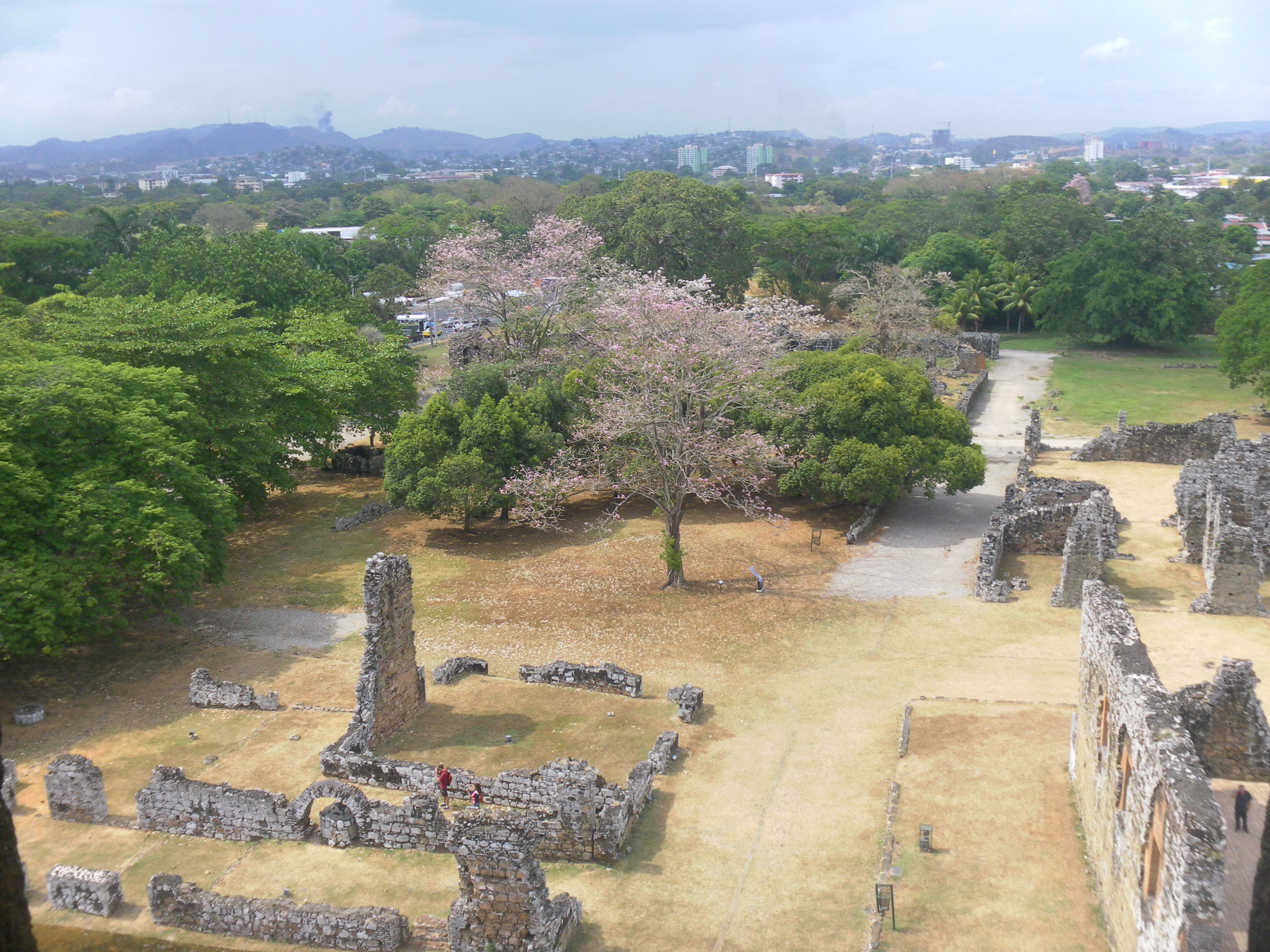
Panamá Viejo
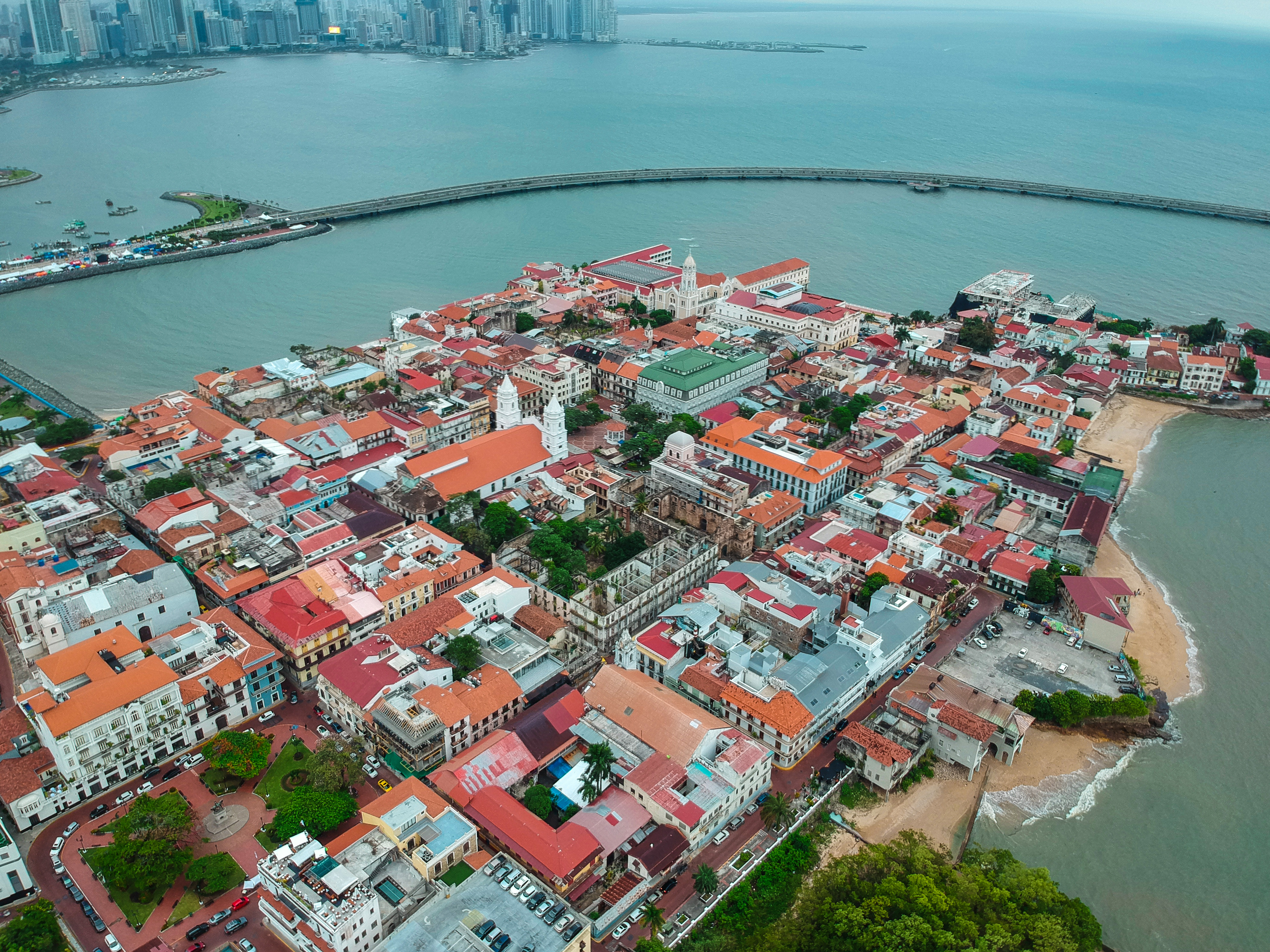
Casco viejo v Panamě
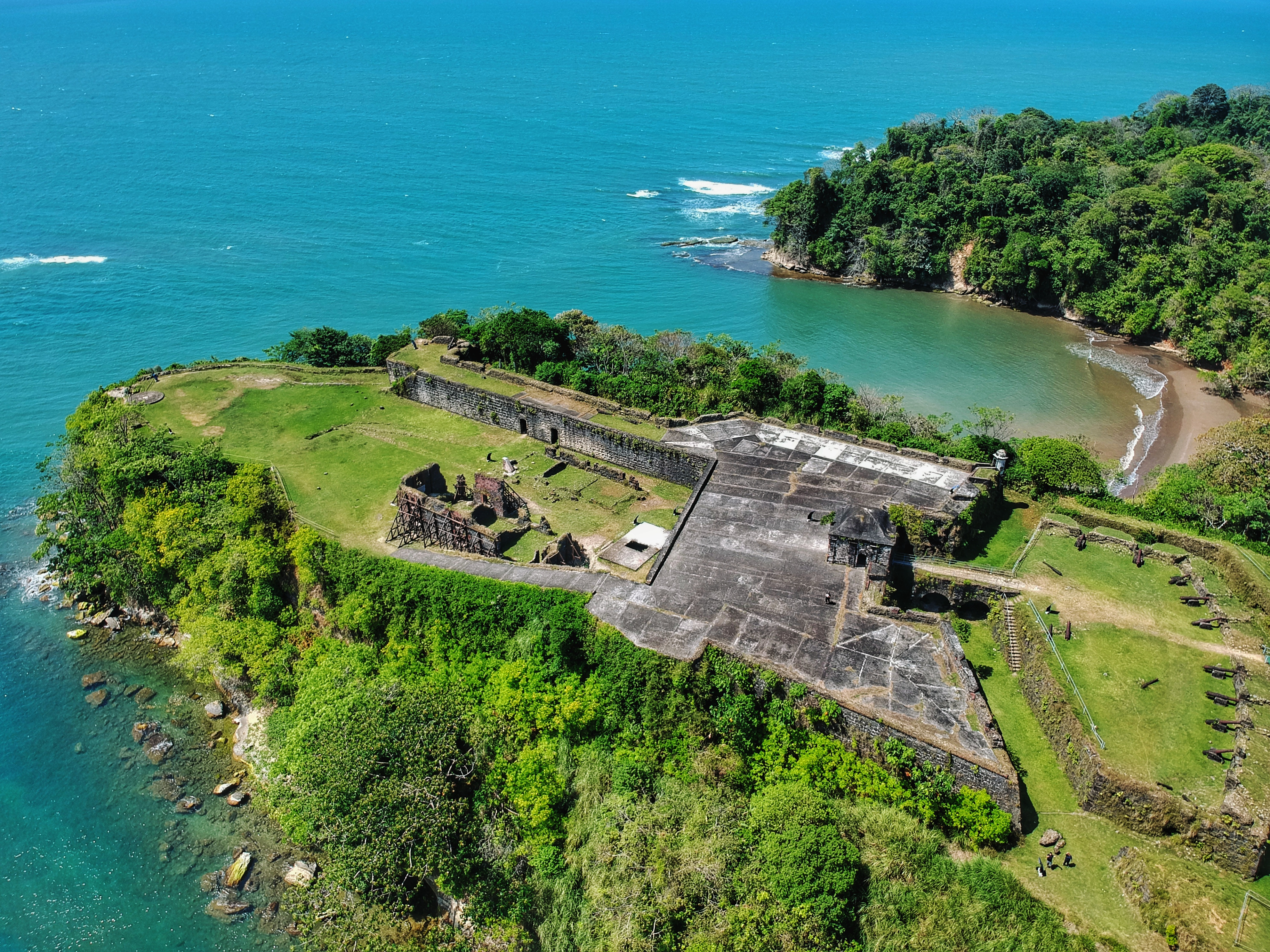
Pevnost San Lorenzo